# Société en participation
La société en participation (SEP) est une forme de société dans les traditions civilistes. Elle est dépourvue de personnalité morale et reste peu employée.

## Droit français
La SEP est régie par les articles 1871 à 1873 du Code civil français.

### Constitution
Deux personnes physiques ou morales, au minimum, de nationalité française ou étrangère peuvent former ce type de société. Il suffit d'un contrat entre les parties et d'un apport de chacun des associés.
Le contrat n'est transmis à aucune administration (sauf fiscale). Il n'est établi que pour les associés entre eux. Les associés ne sont pas connus des tiers, ni du registre du commerce, ni de personne du public puisque les statuts ne sont pas publiés. Ils ne sont connus de personne. Seul le gérant est connu et doit avoir la capacité à être commerçant.
Chaque associé doit, pour sa part, se conformer à la législation. Mais ils n'ont pas à être immatriculés individuellement au registre du commerce, tout comme la société.
La SEP doit cependant être déclarée au centre des impôts.

### Applications
Une SEP peut être fondée pour regrouper certaines professions. La loi no 71-1130 du 31 décembre 1971 portant réforme de certaines professions judiciaires et juridiques propose à son article 7 le choix de la SEP, parmi d'autres possibilités, pour associer des avocats.
La SEP a pour vocation de rassembler des personnes morales ou physiques pour réaliser un projet commun, le tester et passer ensuite éventuellement, à une autre structure plus « musclée » comme une société à responsabilité limitée (SARL) par exemple. Mais rien ne s’oppose à poursuivre une activité pendant plusieurs années.
La SEP peut être créée en vue de tester un marché, ou avant de se lancer dans des formalités coûteuses d'une forme classique de société.
Certaines personnes peuvent envisager dans la création d'une SEP un moyen de partager les coûts et les gains lors de loteries.

#### Une forme de société pour le lobbyisme: un outil moderne et éthique
Idéale pour mutualiser les coûts et objectifs d'une mission de lobbying, la société en participation est adéquate pour les acteurs d'un secteur souhaitant élaborer une stratégie et faire valoir leur demande auprès des pouvoirs publics.
Il est également possible, en cas de pluralité de secteurs d'activités représentés de décliner l'utilisation en sous-sociétés en participation.

### Fonctionnement
En l'absence de personnalité morale, la SEP ne peut pas contracter, par conséquent, elle ne peut pas avoir de salariés à son nom. Les salariés attachés à son activité sont en conséquence employés par l'un des associés, ou plusieurs, ceux-ci ayant alors chacun la qualité de co-employeur.
Elle n'est pas immatriculée au RCS.

### Administration
Au moins un gérant doit être désigné. Il paye les cotisations sociales afférentes.

### Statut social
Le gérant est immatriculé au Centre de formalités des entreprises (CFE) compétent, assujetti aux cotisations sociales correspondantes.

### Dissolution
De même que pour la création, un contrat entre les parties suffit. Il s'agit en fait de la passation d'un avenant au contrat de participation (qui s'intitulera « Avenant de dissolution »).

## Droit québécois

### Législation applicable
La société en participation est l'une des quatre formes de société reconnues par le Code civil du Québec, avec la société en nom collectif, la société en commandite et la société par actions. Les dispositions applicables se trouvent aux articles 2250 à 2260 du Code et sont suppléées, si nécessaire, par les dispositions applicables à la société en nom collectif. La société en participation reste assez peu fréquente par rapport à la société en nom collectif et la société par actions.
En pratique, la société en participation présente peu d'avantages. Le plus souvent, elle est créée par défaut, c'est-à-dire par le non-respect des formalités nécessaires à la création ou au fonctionnement de la société en nom collectif ou de la société en commandite.

### L'ancienne société anonyme
Au moment de l'entrée en vigueur du nouveau Code civil, soit le 1er janvier 1994, les anciennes sociétés anonymes constituées en vertu du Code civil du Bas-Canada sont automatiquement devenues des sociétés en participation.

### Constitution
Il s'agit de la société qui demande le moins de formalités afin d'être constituée. Le contrat qui la crée peut être oral ou écrit et il n'est pas nécessaire de l'immatriculer auprès du Registraire des entreprises. Contrairement aux autres types de société, on peut même inférer de la constitution d'une société en participation du comportement des parties.
Si une société en nom collectif ou une société en commandite omet de renouveler son immatriculation auprès du Registraire, elle devient alors une société en participation.

### Attributs et responsabilité
La société en participation dispose de peu d'attributs propres. Elle n'a pas de patrimoine, n'est pas en mesure d'ester en justice et ne peut être poursuivie. En conséquence, toute réclamation devant les tribunaux doit être effectuée contre les associés.
Chaque associé demeure propriétaire des biens constituant son apport au fonds commun. La grande différence entre la société en participation et la société en nom collectif est que, pour la première, les associés ne sont pas tenus solidairement des dettes contractées dans l'exercice de leur activité, à moins que celles-ci n'aient été contractées pour le service ou l'exploitation de l'entreprise commune.

### Dissolution
La société est dissoute par le décès de l'un des associés, sauf si le contrat stipule qu'elle se continuera avec ses représentants légaux. Elle l'est également par la faillite d'un associé, par l'ouverture à son égard d'un régime de protection ou par un jugement ordonnant la saisie de sa part.

### Cas particulier: la société tacite
La société tacite est un type de société en participation où les associés sont des conjoints de fait ou des personnes qui vivent maritalement. Lorsque les conjoints de fait ont démontré qu'il agissaient tacitement comme associés, la liquidation de la société en participation se fera au profit des deux associés tacites.
L'arrêt de principe de la Cour suprême du Canada à ce sujet est Beaudoin-Daigneault c. Richard. La Cour suprême fonde alors son opinion sur un ouvrage écrit par l'auteur Bernard Demain : 

« Sur ce point il est utile de citer les propos de Bernard Demain, La liquidation des biens des concubins, L.G.D.J., Paris, 1968, à la p. 29:
... la cohabitation ne saurait à elle seule engendrer une société; il faut que, indépendamment de cette cohabitation, les conditions du contrat de société soient remplies en elles-mêmes car l’union libre ne saurait, dans la conception actuelle, avoir d’effets juridiques propres; comme le dit Nast: « le concubinage même, qui aurait été accompagné de communauté d’habitation, ne crée pas lui-même une communauté de biens, ni même une communauté de fait, pas plus que la cohabitation d’un frère et de sa sœur ou de deux amis ». Ainsi, le seul fait du concubinage et de l’union de biens qui en résulte, ne suffit pas à créer, entre les intéressés, une société de fait car, si les avoirs ainsi confondus sont susceptibles d’être considérés comme des apports, il n’en résulte nullement que les concubins aient en vue la réalisation de bénéfices; d’ailleurs, la confusion de ces mêmes avoirs pourrait, tout aussi bien, s’analyser comme constitutive d’une simple indivision, d’un prêt ou d’une donation. Mais, inversement, le fait du concubinage n’empêche pas, dans certains cas, les deux amants de poursuivre un but moins immédiat et de rechercher un gain futur.
Chaque espèce nécessite par conséquent un examen attentif; si l’on y découvre réunis les éléments constitutifs du contrat de société, il n’y a aucune raison de refuser aux concubins, qui demeurent soumis au droit commun, ce qui est accordé à toutes autres personnes: la loi—nous l’avons-dit—ignore le concubinage, que ce soit pour lui faire produire effet ou pour y attacher une incapacité civile. Il est donc superflu, et même dangereux, de constater l’existence de relations hors mariage entre les associés pour justifier celle de la société car ces relations sont en dehors de la question: II faut faire abstraction de l’union libre et se baser sur l’activité des intéressés comme si elle émanait de personnes ne vivant pas en concubinage. »

### Autre article
- Groupement d'intérêt économique